# Narcissus odorus
Narcissus odorus är en amaryllisväxtart som beskrevs av Carl von Linné. Narcissus odorus ingår i släktet narcisser, och familjen amaryllisväxter.
Artens utbredningsområde är Spanien. Inga underarter finns listade i Catalogue of Life.